# Карол Рийд
Сър Карол Рийд (на английски: Sir Carol Reed) е британски кино–режисьор, роден през 1906 година, починал през 1976 година. 

## Биография
Започвайки кариерата си като асистент режисьор, Рийд се превръща в един от най-именитите британски филмови режисьори през 1940-те, 1950-те и 1960-те години. Три пъти е номиниран за награда „Оскар“ за най-добър режисьор за филмите „Падналият идол“ (1948), „Третият човек“ (1949) и „Оливър!“ (1968), печелейки статуетката за последния от тях. За „Третият човек“, Рийд получава Големия приз от фестивала в Кан.
През 1947 година, заедно с Дейвид Лийн, той е сред основателите на Британската академия за филмово и телевизионно изкуство. За приноса си за популяризирането на британската култура, през 1953 година Карол Рийд е удостоен с рицарско звание.

## Избрана филмография
| Година | Филм                  | Оригинално заглавие       | Бележки |
| ------ | --------------------- | ------------------------- | --- |
| 1940   | Нощен влак за Мюнхен  | Night Train to Munich     | |
| 1942   | Младият господин Пит  | The Young Mr Pitt         | |
| 1947   | Странният човек отвън | Odd Man Out               | награда БАФТА за най-добър филм                                                                                |
| 1948   | Падналият идол        | The Fallen Idol           | номинация за „Оскар“ за най-добър режисьор                                                                     |
| 1949   | Третият човек         | The Third Man             | номинация за „Оскар“ за най-добър режисьор Голямата награда на фестивала в Кан награда БАФТА за най-добър филм |
| 1953   | Човекът помежду       | The Man Between           | |
| 1956   | Трапец                | Trapeze                   | |
| 1958   | Ключът                | The Key                   | |
| 1959   | Нашият човек в Хавана | Our Man in Havana         | |
| 1963   | Бягащият мъж          | The Running Man           | |
| 1965   | Страдание и възторг   | The Agony and the Ecstasy | |
| 1968   | Оливър!               | Oliver!                   | награда „Оскар“ за най-добър режисьор                                                                          |